# Підгородне (селище)
Підгоро́дне — селище Соледарської міської громади Бахмутського району Донецької області в Україні.

## Загальні відомості
Відстань до райцентру становить близько 8 км і проходить автошляхом М03. Розташоване в безпосередній близькості від Бахмута.

## Історія
За даними 1859 року Підгороднє, панське село, над ставками, 28 господ, 239 осіб.

### Загинули поблизу селища
- 24 листопада 2022 — Глєбов Валерій Васильович (1970—2022) — капітан Збройних сил України, що трагічно загинув під час російського вторгнення в Україну, Герой України з удостоєнням ордена «Золота Зірка», учасник російсько-української війни.

## Населення
За даними перепису 2001 року населення селища становило 163 особи, з них 70,55 % зазначили рідною мову українську та 29,45 % — російську.